# Ablauf der Terroranschläge am 11. September 2001
Der zeitliche Ablauf der Terroranschläge am 11. September 2001, bei denen insgesamt knapp 3000 Menschen getötet wurden, ist Gegenstand der historischen Forschung.
Als wichtige Forschungsbeiträge gelten der Abschlussbericht der 9/11-Kommission vom 22. Juli 2004, der sich auf viele Dokumente und Zeugenaussagen stützt, und das Werk The Terror Timeline vom August 2004, das sich auf kollaborativ im Internet gesammelte öffentlich zugängliche Quellen stützt. Das Gemeinschaftswerk bildete die Grundlage für öffentliche Kritik der Opferfamilien des 11. Septembers am 9/11-Kommissionsbericht. Dessen Angaben wurden in spätere Ausgaben der Terrortimeline aufgenommen.
Alle Zeitangaben folgen der Eastern Daylight Time (EDT), der am Tag der Anschläge in New York City geltenden Sommerzeit.

## Überblick
Als wichtige Daten des Tagesverlaufs unter anderen wurden veröffentlicht:

| Uhrzeit | Ereignis |
| ------- | --- |
| 7:59    | Start von American-Airlines-Flug 11 (Boeing 767-223ER) von Boston (Logan International Airport) nach Los Angeles                                                                            |
| 8:14    | Start von United-Airlines-Flug 175 (Boeing 767-222) von Boston (Logan International Airport) nach Los Angeles                                                                               |
| 8:19    | Bodenpersonal erfährt, dass American-Airlines-Flug 11 entführt wurde. |
| 8:20    | Start von American-Airlines-Flug 77 (Boeing 757-222) von Washington, D.C. (Washington Dulles International Airport) nach Los Angeles                                                        |
| 8:41    | Start von United-Airlines-Flug 93 (Boeing 757-223) von Newark (Newark Liberty International Airport) nach San Francisco                                                                     |
| 8:46    | American-Airlines-Flug 11 schlägt im Nordturm des World Trade Centers (WTC 1) ein. Ein Unfall wird vermutet. Die Menschen im Südturm werden aufgefordert, an ihrem Arbeitsplatz zu bleiben. |
| 9:03    | United-Airlines-Flug 175 schlägt im Südturm (WTC 2) ein. Damit wird der Anschlag den Behörden und Beobachtern klar. Die Evakuierung beider WTC-Gebäude wird eingeleitet.                    |
| 9:31    | In einer Kurzansprache von Florida aus nennt US-Präsident George W. Bush die Ereignisse in New York einen „augenscheinlichen Terrorangriff auf unser Land“.                                 |
| 9:37    | American-Airlines-Flug 77 schlägt in das Pentagon ein. |
| 9:42    | Die FAA erlässt ein Startverbot und einen Landebefehl für alle Inlandsflüge in den USA. Bis 12:15 Uhr landen 4.500 Flugzeuge.                                                               |
| 9:45    | Das Weiße Haus und das Kapitol werden evakuiert. |
| 9:59    | Der Südturm stürzt ein. |
| 10:03   | Die Entführer bringen Flug UA 93 bei Shanksville zum Absturz. |
| 10:28   | Der Nordturm stürzt ein. |
| 17:20   | Das WTC 7 stürzt ein. |
| 20:30   | Bush kündigt in einer nationalen Ansprache umfassende Verfolgung der Täter an. |

## Verfahren von FAA und NORAD
Für den Umgang mit entführten Flugzeugen in den USA waren damals die zivile Federal Aviation Administration (FAA) und das militärische North American Aerospace Defense Command (NORAD) zuständig. Deren Verfahrensprotokolle setzten voraus, dass man entführte Flugzeuge identifizieren könne und die Kommandokette beider Behörden genug Zeit zu angemessenen Maßnahmen hätte. Die Flugkontrollzentren der FAA erwarteten einen Notruf der Piloten, der zugleich Position und Höhe des Fluges übermitteln würde. Bei abgebrochenen Funkkontakten und ausgefallenen Transponder-Signalen sollten sie zunächst den Kontakt wiederherzustellen versuchen und dann das FAA-Operationszentrum in Herndon (Virginia) alarmieren. Dieses musste dann einen Koordinator im FAA-Hauptquartier in Washington, D.C. informieren, der das National Military Command Center (NMCC) des Pentagon um Hilfe ersuchen konnte. Dieses brauchte einen Befehl des Verteidigungsministers, um Kampfjets aufsteigen zu lassen, die den entführten Flugzeugen folgen und ihren Kurs überwachen sollten. NORADs Nordostsektor NEADS, in dessen Bereich alle vier Flüge entführt wurden, verfügte 2001 über vier startbereite Kampfjets zur Sicherung des Luftraums, zwei in der Otis Air National Guard Base in Cape Cod (Massachusetts) und zwei in der Langley Air Force Base in Hampton (Virginia). Abschüsse oder erzwungene Landungen sahen die Protokolle nicht vor. Den Fall von Selbstmordanschlägen mit entführten Flugzeugen, die vom Radar verschwinden, hatte man nicht bedacht. Die beteiligten FAA- und NORAD-Personen mussten daher am 11. September 2001 improvisieren. So flogen die Kampfjets zum Beispiel Routen über dem Atlantik, die noch aus dem Kalten Krieg stammten und zur Abwehr sowjetischer Bomber gedacht waren. Sie erfuhren im Verlauf nur Einzeldetails der vierfachen Entführungen und trafen daher häufig verspätete, falsche oder gar keine der Situation angemessene Entscheidungen.

## Flug AA 11 (WTC 1, Nordturm)
| Uhrzeit   | Flug | FAA und NORAD | Abweichende Angaben |
| --------- | --- | --- | --- |
| 6:00–6:45 | Mohammed Atta und Abdulaziz al-Omari fliegen von Portland (Maine) nach Boston. Attas Gepäck wird wegen einer CAPPS-Meldung am Flughafen (Eintrag als verdächtige Person für zusätzliche Gepäckkontrollen) zurückgehalten. | | |
| 6:52–6:55 | Atta telefoniert letztmals mit Marwan al-Shehhi. | | |
| Bis 7:40  | Atta, Omari, Satam al Suqami, Wail al Shehri und Waleed al Shehri checken ein und boarden Flug AA 11 in Boston. | | |
| 7:59      | Flug AA 11 startet. | | |
| Bis 8:14  | Flug AA 11 steigt auf 26.000 Fuß Höhe. | | |
| 8:14      | Der Pilot antwortet nicht auf die Anweisung der Flugkontrolle in Boston, auf 35.000 Fuß Höhe zu steigen. Um diese Zeit wird daher die Entführung angenommen.                                                              | | |
| 8:19      | Flugbegleiterin Betty Ong informiert das Fluglinienbüro der AA telefonisch: Ein Passagier und zwei Flugbegleiter seien erstochen, Pfefferspray sei versprüht worden. Sie glaube, der Flug werde entführt.                 | | Nach dem Tagesbericht der FAA vom 11. September 2001 erschoss ein Entführer den Passagier Daniel M. Lewin um 8:20 Uhr. Die FAA bestritt dies 2002; Lewin sei erstochen worden. Nach dem FAA-Beamten Bogdan Dzakovic täuschte die FAA die 9/11-Kommission, indem sie Schusswaffengebrauch der Entführer ohne Begründung bestritt, den ihr Erstbericht genannt hatte. |
| 8:21      | Der Transponder wird abgestellt. | Das AA-Büro informiert das AA-Operationszentrum über die Entführung. Der FAA-Kontrolleur informiert seinen Chef; dieser weist ihn an, dem Standardverfahren bei Kontaktverlust zu folgen. Beide vermuten bisher keine Entführung.                                              | Nach ersten Berichten wurde der Transponder um 8:13 Uhr, nach dem Kontrolleur um 8:20 Uhr, nach dem NEADS-Offizier Robert Marr um 8:30 Uhr abgestellt. Die Flugkontrolle habe sofort eine Entführung vermutet, aber erst nach fünf Minuten andere FAA-Zentren, nach 20 Minuten NORAD verständigt.                                                                   |
| 8:23      | | Der Flugkontrolleur in Boston versucht vergeblich, das Cockpit zu erreichen. | |
| 8:25      | Atta befiehlt den Passagieren, ruhig zu bleiben. Flugbegleiterin Amy Sweeney informiert das AA-Büro über einen Verletzten an Bord.                                                                                        | Der Flugkontrolleur erkennt die Entführung an Attas Durchsage und meldet sie seinem Chef. | |
| 8:26      | Ong berichtet, das Flugzeug fliege „erratisch“. | | |
| 8:27      | Flug 11 wendet nach Süden. Sweeney berichtet über einen toten Passagier, zwei verletzte Flugbegleiter, vergebliche Kontaktversuche mit dem Cockpit; die Entführer hätten eine Bombe.                                      | | |
| 8:28      | | FAA Boston informiert FAA Herndon. Diese informiert die Flugkontrollzentren in New York, Cleveland und Indianapolis. | |
| 8:29      | | AA informiert die FAA über die Entführung. | |
| 8:32      | | FAA-Hauptquartier in Washington, D.C. erfährt davon, informiert aber nicht das Militär. | |
| 8:34      | | FAA Boston ruft zuerst den seit 1998 aufgelösten Luftwaffenstützpunkt in Atlantic City an, dann Otis in Cape Cod. | Empfang und Ergebnis des ersten Anrufs sind ungeklärt. In Atlantic City fliegen zwei Kampfjets Übungen, landen nach 9:03 Uhr, werden mit neuen Raketen bestückt, fliegen nach 10:03 Uhr nach Washington, D.C. und treffen dort gegen 11:00 Uhr ein. Bei Empfang des FAA-Anrufs hätten sie New York City vor Flug AA 11 erreichen können.                            |
| 8:37      | | Ein NEADS-Offizier in Otis erhält den Anruf. Auf seine Rückfrage, ob die Entführung Teil einer Militärübung sei, die gerade stattfindet, bekräftigt die Anruferin: Nein, dies sei real. Dies ist die erste Nachricht jenes Tages über einen entführten Flug an das US-Militär. | Zeit des Anrufs ist unklar: Ein Nachrichtensender nennt 8:31 Uhr, die FAA 8:34 Uhr, NORAD 8:40 Uhr. Der 9/11-Bericht folgt dem Log-Eintrag bei NEADS. |
| 8:38      | Ong berichtet erneut erratisches Flugverhalten. Sweeney berichtet Sitznummern, Aussehen und Englischkenntnisse von drei Entführern. Das Flugzeug befinde sich im raschen Sinkflug.                                        | Otis: Colonel Robert Marr ersucht und erhält General Larry Arnolds Erlaubnis, zwei F-15-Kampfjets starten zu lassen. Dann informiert Arnold das NORAD-Hauptquartier. | Zuständiges NORAD-Personal glaubt an eine Militärübung. Offiziere geben den Startbefehl aber weiter. |
| 8:41      | Sweeney teilt mit, die Passagiere glaubten an einen medizinischen Notfall. Die anderen Flugbegleiter seien mit medizinischen Hilfen beschäftigt.                                                                          | Die Flugkontrolle nimmt an, dass die Entführer in New York City landen wollen, und weist andere Flüge zum Ausweichen an. | |
| 8:44      | Sweeney berichtet, das Flugzeug fliege viel zu tief. Der Telefonkontakt mit ihr und Ong bricht ab. | | |
| 8:46      | | Die zwei Kampfjets erhalten den Startbefehl, aber keine Zielangabe. NEADS versucht, Flug AA 11 über das primäre Radar zu lokalisieren. | Die beiden Piloten wissen seit dem direkten Anruf der FAA von 8:34 Uhr von der Entführung und sind seit 8:40 Uhr startbereit. |
| 8:46:40   | Das Flugzeug schlägt in WTC 1 ein. Alle 81 Besatzungsmitglieder und Passagiere, darunter die fünf Entführer, und eine unbekannte Zahl von Personen im WTC 1 sterben.                                                      | | |
| 8:48      | | FAA New York sucht weiter nach Flug AA 11, da man den Einschlag nicht bemerkt oder nicht mit dem gesuchten Flugzeug verknüpft hat. | |
| 8:50      | | NEADS erfährt vom Einschlag, nicht aber, dass es Flug AA 11 war. | |
| 8:53–9:13 | | Die Kampfjets starten und fliegen mangels Zielangabe entlang der Atlantikküste abseits von New York City. | |

## Flug UA 175 (WTC 2, Südturm)
| Uhrzeit   | Flug | FAA und NORAD |
| --------- | --- | --- |
| Bis 7:28  | Marwan al-Shehhi, Fayez Banihammad, Mohand al Shehri, Ahmed al Ghamdi und Hamza al Ghamdi checken ein und boarden Flug UA 175 in Boston. | |
| 8:14      | Flug UA 175 startet mit 14 Minuten Verspätung. | |
| Bis 8:33  | Das Flugzeug erreicht die vorgeschriebene Reisehöhe von 31.000 Fuß. | |
| 8:42      | Die Piloten berichten der Flugkontrolle über eine „verdächtige Mitteilung“ (Attas Ansage um 8:25 Uhr), die sie kurz nach ihrem Start aufgefangen haben. | FAA New York erfährt so davon. |
| Bis 8:46  | Angriff der Entführer mit Messern, Pfefferspray und einer Bombendrohung. Sie töten beide Piloten und einige Flugbegleiter. | |
| 8:47      | Die Entführer ändern zweimal den Transpondercode des Fluges. | Die zuständige Kontrolleurin in Boston übersieht das, weil sie Flug AA 11 sucht. |
| 8:51      | Sie leiten einen Sinkflug ein. | Die Kontrolleurin bemerkt den geänderten Transpondercode und versucht erfolglos, das Flugzeug zu kontaktieren. |
| 8:52      | Passagier Peter Hanson berichtet seinem Vater Lee Hanson per Telefon: Das Cockpit sei übernommen, zwei Personen seien getötet worden. Das Flugzeug bewege sich seltsam. Lee Hanson teilt dies der Polizei mit. Ein Flugbegleiter berichtet dem UA-Büro in San Francisco: Beide Piloten und ein Flugbegleiter seien getötet worden. Passagiere bestätigen die Details mit Bordtelefonen von hinteren Plätzen aus. | |
| 8:53–8:56 | | Die Kontrolleurin informiert einen Kollegen und ihren Manager, Flug UA 175 sei vermutlich entführt worden. Sie veranlasst Ausweichkurse für andere Flüge und übergibt deren Kontrolle an Kollegen. Sie erfährt über Radio vom Einschlag eines Flugzeugs in WTC 1. |
| 8:58      | Flug UA 175 wendet Richtung New York City. | Der Manager will FAA Herndon informieren, wird aber abgewiesen: Man suche ein entführtes Flugzeug und wolle daher nicht gestört werden. |
| 8:59      | Passagier Brian David Sweeney teilt seiner Frau und seiner Mutter telefonisch mit, der Flug sei entführt worden. Man denke an eine Erstürmung des Cockpits, um den Entführern die Kontrolle des Fluges zu entreißen. | |
| 9:00      | Peter Hanson ruft erneut seinen Vater Lee Hanson an: Die Entführer hätten nun auch eine Stewardess getötet. Passagieren werde übel. Das Flugzeug bewege sich ruckartig. Er glaube, sie wollten das Flugzeug in ein Gebäude fliegen. | |
| 9:01      | | FAA New York informiert FAA Herndon: Ein weiteres Flugzeug sei entführt, man brauche Militär. FAA New York versucht, Flug UA 175 mit Hilfe des Towers des John-F.-Kennedy-Flughafens zu lokalisieren. Dessen Kontrolleure beobachten ein sich näherndes Flugzeug in rapidem Sinkflug.                                                                                    |
| 9:03      | Flug UA 175 schlägt in WTC 2 ein. Alle 65 Besatzungsmitglieder und Passagiere, darunter die fünf Entführer, und eine unbekannte Zahl Gebäudebesucher sterben. | FAA Boston informiert FAA New England: Man glaube wegen Attas Funkspruch („Wir haben einige Flugzeuge“) an mehrere Entführungen. Ein zweites Flugzeug habe soeben das WTC getroffen. Man werde alle weiteren Starts von Flügen in der Region stoppen. – FAA New York informiert NEADS über das zweite entführte Flugzeug.                                                |
| 9:05      | | FAA New York stoppt alle Flüge von, nach und über New York City. FAA Boston bestätigt Attas Funkspruch gegenüber FAA New England und Herndon, informiert alle seine Flüge über die Einschläge, mahnt erhöhte Cockpitsicherheit an und bittet Herndon um eine analoge landesweite Warnung. Weder Herndon noch die betroffenen Flugunternehmen warnen jedoch andere Flüge. |
| 9:08      | | Der NEADS-Kommandeur erfährt vom zweiten WTC-Einschlag, befiehlt Kontaktaufnahme mit der FAA und beordert Kampfjets nach Manhattan. |
| 9:09      | | Die beiden Jets in Langley werden startbereit gemacht. |
| 9:13      | | Die beiden Jets von Otis erhalten Befehl, nach Manhattan zu fliegen (115 Meilen entfernt). |
| 9:25      | | Sie erreichen Manhattan und fliegen eine Flugkampfpatrouille über der Stadt. |

## Flug AA 77 (Pentagon)
| Uhrzeit   | Flug | FAA und NORAD |
| --------- | --- | --- |
| 7:15–7:50 | Khalid al Mihdhar, Majed Moqed, Hani Handschur, Nawaf al Hazmi und Salem al Hazmi checken ein und boarden Flug AA 77 im Washington Dulles International Airport. Bei Nawaf al Hazmi schlagen zwei Metalldetektoren an, doch die Handkontrolleure finden nichts. | |
| 8:20      | Flug AA 77 startet mit 10 Minuten Verspätung. | |
| Bis 8:46  | Das Flugzeug erreicht die vorgeschriebene Reisehöhe von 35.000 Fuß. | |
| 8:51      | Letzte Routine-Funkmeldung der Piloten. | |
| 8:51–8:54 | Angriff der Entführer mit Teppichmessern. Alle Passagiere müssen sich im Heckteil des Flugzeugs sammeln. | |
| 8:54      | Das Flugzeug ändert seinen Kurs nach Süden. | |
| 8:56      | Der Transponder wird abgestellt. | FAA Indianapolis, in Unkenntnis der zuvor entführten Flüge, bemerkt Kursänderung und Verschwinden von Flug AA 77 vom Radar. Mehrere erfolglose Kontaktversuche. |
| 9:00      | | AA-Vizepräsident Gerard Arpey erfährt vom Kontaktverlust und ordnet ein Startverbot im Nordostsektor der USA an. |
| Bis 9:05  | | FAA Indianapolis empfängt die primären Radarsignale des Fluges nicht, da sie zu schwach sind und die Software sie nicht prozessiert. Der zuständige Kontrolleur sucht erfolglos entlang des projizierten und geänderten Kurses. Er glaubt an technische Probleme und einen Absturz. |
| 9:05      | Flug AA 77 erscheint östlich der letzten bekannten Position auf dem primären Radar von Indianapolis. | Weil der Kontrolleur und zwei Manager die primären Signale westlich davon suchen und keine weiteren Kontrolleure mitsuchen lassen, finden sie diese nicht. |
| 9:08      | | FAA Indianapolis informiert Luftwaffe Langley und Polizei West-Virginia über das vermisste Flugzeug und bittet um Suche nach einem Absturz. |
| 9:09      | | FAA Indianapolis informiert FAA-Regionalzentrum über Kontaktverlust mit Flug AA 77. |
| 9:10      | Flug AA 77 verlässt unbemerkt den Kontrollbereich von Indianapolis und erreicht den Luftraum von Washington, D.C. | Das AA-Hauptquartier glaubt, Flug AA 77 habe WTC 2 getroffen. Als es den Irrtum bemerkt, erlässt es ein landesweites Startverbot. |
| 9:12      | Passagierin Renee May telefoniert mit ihrer Mutter Nancy May: Das Flugzeug sei von sechs Personen entführt worden. Die Eltern alarmieren AA. | |
| 9:16–9:17 | Passagierin Barbara Olson berichtet ihrem Mann Ted Olson von Teppichmessern der Entführer. Sie hätten alle Passagiere im Flugzeugheck versammelt und ihren Anruf nicht bemerkt. Ted Olson versucht erfolglos, Generalstaatsanwalt John Ashcroft zu erreichen.   | |
| 9:18      | Barbara Olson ruft erneut ihren Mann an: Der Pilot habe die Entführung mitgeteilt. Das Flugzeug fliege niedrig über Häuser, laut einem anderen Passagier nach Nordosten. Ted Olson berichtet ihr von den beiden Flugzeugeinschlägen in das WTC.                 | |
| 9:20      | | FAA Indianapolis erfährt über FAA Herndon von anderen entführten Flugzeugen und bezweifelt nun den Absturz von Flug AA 77. FAA Herndon informiert andere Flugkontrollzentren, nicht aber NORAD über diesen vermissten Flug. |
| 9:21      | | FAA Boston meldet irrtümlich an NEADS: Laut FAA Herndon sei das Flugzeug AA 11 noch in der Luft, fliege nach Washington, D.C. und befinde sich vermutlich irgendwo über New Jersey oder weiter südlich. Es sei entführt worden und nicht identisch mit einem der Flugzeuge, die das WTC trafen. |
| Ab 9:21   | | Einige Flugkontrollzentren, darunter das Dulles Terminal, sowie AA suchen nach Flug AA 77. Niemand erwägt und sucht militärische Unterstützung. |
| 9:23      | | Der lokale NEADS-Kommandeur befiehlt nach Rücksprache mit seinem Vorgesetzten, die beiden Jets in Langley aufsteigen und nach Washington, D.C. fliegen zu lassen. |
| 9:24      | | FAA Indianapolis informiert FAA-Hauptquartier, Flug AA 77 werde vermisst. |
| 9:25      | | FAA-Hauptquartier erwägt wegen der WTC-Einschläge und des Funkspruchs Attas von 8:25 Uhr ein landesweites Startverbot. FAA Herndon erlässt es. |
| 9:29      | Der Autopilot von Flug AA 77 wird abgestellt. Das Flugzeug fliegt 7000 Fuß hoch und befindet sich noch etwa 38 Meilen westlich des Pentagon. | |
| 9:30      | | Die Jets aus Langley starten und werden nach Baltimore geschickt, um den irrtümlich angenommenen Flug AA 11 vor Washington, D.C. abzufangen. NEADS entscheidet, die beiden Jets aus Otis über Manhattan zu belassen. |
| 9:32      | | Flugkontrolle in Dulles entdeckt ein Flugobjekt (später als Flug AA 77 identifiziert) auf dem Radar, das mit hohem Tempo nach Südosten fliegt, und informiert Ronald Reagan Washington National Airport. Dieser weist ein gerade gestartetes unbewaffnetes Transportflugzeug der Nationalgarde an, dem Flug zu folgen. Der Pilot findet ihn und identifiziert eine Boeing 757. FAA-Personal beider Flughäfen informiert den Secret Service: Ein unbekanntes Flugzeug fliege auf das Weiße Haus zu. |
| 9:34      | Flug AA 77 ist noch fünf Meilen vom Pentagon entfernt und beginnt eine 330-Grad-Kurve zu fliegen. Am Ende der Kurve ist es auf 2.200 Fuß gesunken und fliegt Richtung Pentagon.                                                                                 | NEADS fragt im FAA-Hauptquartier nach Flug AA 11 und erfährt dabei zufällig vom vermissten Flug AA 77. |
| 9:36      | | FAA Boston meldet an NEADS: Ein unbekanntes Flugzeug fliege auf Washington, D.C. zu und befinde sich sechs Meilen südwestlich des Weißen Hauses. Der NEADS-Kommandeur beordert die Langley-Jets dorthin und erfährt, dass sie nicht nach Baltimore, sondern über den Ozean geflogen sind. Sie hatten beim Start keine Zielangabe erhalten, flogen sonst zuerst nach Osten und der Pilot und ein FAA-Kontrolleur hatten den Befehl demgemäß fehlgedeutet.                                           |
| 9:37:46   | Das Flugzeug schlägt mit etwa 530 mph in das Pentagon ein. Alle 58 Besatzungsmitglieder und Passagiere, darunter die fünf Entführer, und zahlreiche Personen im Pentagon sterben.                                                                               | |
| 9:38      | | NEADS verliert das primäre Radarsignal des Fluges. Die Jets sind noch 150 Meilen entfernt. Der Pilot des Transportflugzeugs sieht den Einschlag und meldet ihn dem Flughafentower. |
| 9:41      | | FAA Boston meldet irrtümlich an NEADS, Flug Delta 1989 nach Las Vegas (wie AA 11 und UA 175 eine von Logan Airport gestartete Boeing 767) sei eventuell entführt worden. FAA Cleveland, Herndon und Washington, D.C. beobachten den Flug, der normale Transpondersignale sendet. NEADS befiehlt mehreren Kampfjets, den Flug abzufangen. Viele weitere angeblich entführte Flüge werden an jenem Tag gemeldet.                                                                                     |
| 9:42      | | FAA Herndon erfährt vom Einschlag in das Pentagon. Der nationale Operationsmanager Ben Sliney erlässt einen landesweiten Landebefehl, der ohne Zwischenfälle erfüllt wird. |

## Flug UA 93 (Shanksville)
| Uhrzeit   | Flug | FAA und NORAD |
| --------- | --- | --- |
| 7:03–7:48 | Saeed al Ghamdi, Ahmed al Nami, Ahmad al Haznawi und Ziad Jarrah checken ein und boarden Flug UA 93. | |
| 8:42      | Flug UA 93 startet wegen des üblichen dichten Morgenverkehrs über 25 Minuten verspätet. | |
| 8:55      | | UA ordnet ein landesweites Startverbot für UA-Flüge an. |
| 9:19      | | UA-Kontrolleur Ed Ballinger warnt 16 in der Luft befindliche UA-Flüge vor möglichen Cockpit-Eindringlingen und verweist auf die beiden WTC-Einschläge.                                                                 |
| 9:24      | Ballingers Warnung erreicht das Cockpit von Flug UA 93. | |
| 9:26      | Pilot Jason Dahl bittet um Bestätigung für die Warnung. | |
| 9:28      | Die Entführer greifen an. Das Flugzeug sinkt plötzlich um 700 Fuß. Mayday-Notruf eines Piloten. Der andere Pilot ruft „Raus hier“. Mehrere Passagiere berichten von drei Entführern. | Der Kontrolleur in Cleveland bemerkt das Absinken von Flug UA 93, hört über Funk Schreie und Kampfgeräusche und versucht mehrfach erfolglos, die Piloten zu kontaktieren und zum Steigen zu bewegen.                   |
| 9:30      | | Mehrere Piloten anderer Flüge bestätigen dem Kontrolleur, auch sie hätten die Schreie gehört. |
| 9:32      | Ein Entführer, wahrscheinlich Jarrah, ruft die Passagiere auf: „Bleiben Sie sitzen. Wir haben eine Bombe an Bord.“ Die Kurseingabe des Autopiloten wird auf Osten geändert. Laut Voicerecorder bringen die Entführer eine Flugbegleiterin im Cockpit zum Schweigen. | Der Kontrolleur hört den Aufruf, fordert die Entführer auf, ihn langsam zu wiederholen, und informiert seinen Vorgesetzten.                                                                                            |
| Ab 9:32   | Mindestens zehn Passagiere und zwei Flugbegleiter berichten Familienangehörigen, Freunden oder Kollegen mit Bord- und Mobiltelefonen von der Entführung. Einige berichten von einer Bombendrohung der Entführer, von zwei getöteten Personen im Kabinengang, einem getöteten Passagier. Mindestens fünf Anrufer erfahren von den WTC-Einschlägen. Zwei Anrufer berichten, die Entführer hätten die Anrufe bemerkt, schienen sich aber nicht darum zu kümmern. Fünf Anrufer berichten, die Passagiere wollten versuchen, die Entführer zu überwältigen. | |
| 9:34      | | FAA-Hauptquartier erfährt von Jarrahs Aufruf. |
| 9:35      | | FAA Cleveland informiert FAA Herndon darüber. |
| 9:36      | | FAA Cleveland erklärt FAA Herndon, man wolle nahegelegenes Militär um Eingreifen ersuchen. Herndon erklärt sich selbst dafür zuständig.                                                                                |
| Bis 9:38  | Flug UA 93 steigt auf 40.700 Fuß Flughöhe. | FAA Cleveland beobachtet das, lässt mehrere Flüge ausweichen und fragt den Piloten mehrmals, ob er eine Entführung bestätigen könne. Keine Antwort.                                                                    |
| 9:39      | Zweite Durchsage Jarrahs mit falsch eingestelltem Cockpitfunk: Eine Bombe sei an Bord, das Flugzeug kehre zum Flughafen zurück, man solle sitzenbleiben. | Der Kontrolleur in Cleveland hört die Durchsage und fordert Jarrah auf, sie zu bestätigen. Keine Antwort. |
| 9:41      | Der Transponder wird abgestellt. | Der Kontrolleur erkennt den Kurs von UA 93 über das primäre Radarsignal und Sichtkontakte von anderem Flugpersonal. |
| 9:46      | | FAA Herndon informiert das Hauptquartier, Flug UA 93 sei noch 29 Minuten von Washington, D.C. entfernt. |
| 9:49      | | FAA Herndon schlägt dem Hauptquartier vor, militärische Hilfe zu ersuchen. In den nächsten 10 Minuten müsse jemand entscheiden, Kampfjets aufsteigen zu lassen. Trotzdem informiert keine FAA-Stelle NORAD über UA 93. |
| 9:53      | | FAA Herndon meldet dem Hauptquartier zuerst, man habe die Spur des Fluges verloren, dann nach Sichtkontakt eines anderen Flugzeugs, UA 93 befinde sich noch 20 Meilen nordwestlich von Johnstown.                      |
| 9:57      | Die Passagiere greifen die Entführer an. Mehrere brechen ihren Anruf dafür ab. Laut Voicerecorder versuchen Passagiere, die Cockpittür aufzubrechen. Jarrah lässt das Flugzeug seitlich wedeln, um die Angreifer aus dem Gleichgewicht zu bringen. | |
| 9:58      | Jarrah weist einen anderen Entführer an, die Cockpittür zu blockieren. | |
| Ab 9:59   | Jarrah lässt die Flugzeugnase auf- und abfallen, um den Angriff zu behindern. Laute Schlag- und Berstgeräusche und Rufe sind auf dem Voicerecorder hörbar. | |
| 10:00:08  | Jarrah fragt: „Sollen wir es beenden?“ Ein Entführer antwortet: „Nein. Noch nicht. Wenn sie alle kommen, beenden wir es.“ Der Kampf vor der Cockpittür dauert an. | |
| 10:00:26  | Ein Passagier ruft: „Ins Cockpit. Sonst werden wir alle sterben!“ | |
| 10:01     | Jarrah beendet die gewaltsamen Flugmanöver, sagt „Allah ist der Größte! Allah ist der Größte!“ und fragt einen anderen Entführer: „War es das? Ich meine, sollen wir es runterbringen?“ Der andere antwortet: „Ja, bring es runter.“ | Herndon meldet dem Hauptquartier, UA 93 sei mit wedelnden Flügeln gesehen worden. |
| 10:02     | Ein Entführer ruft: „Zieh es runter! Zieh es runter!“ Ein anderer ruft: „Allah ist der Größte! Allah ist der Größte!“ | |
| 10:03:11  | Das Flugzeug rollt in Rückenlage und schlägt mit 580 mph in ein Feld bei Shanksville ein. Alle 44 Besatzungsmitglieder und Passagiere, darunter die vier Entführer, sterben. | |
| 10:05     | | Das Transportflugzeug der Nationalgarde berichtet über schwarzen Rauch 15 Meilen südlich von Johnstown. |
| 10:07     | | Die Langley-Jets erreichen Washington, D.C. Ohne Wissen vom Absturz informiert FAA Cleveland NEADS über die letzte bekannte Position von UA 93.                                                                        |
| 10:08     | | FAA Herndon meldet dem Hauptquartier: Man habe einen Bericht über schwarzen Rauch bei der letzten bekannten Position von UA 93 erhalten. Ein Absturz sei aber spekulativ.                                              |
| 10:10     | | Der NEADS-Kommandeur, ohne Wissen von UA 93, erklärt seinen Kampfpiloten, es gebe keine Freigabe, auf Flugzeuge über der Hauptstadt zu schießen.                                                                       |
| 10:15     | | NEADS fragt von sich aus beim FAA-Hauptquartier nach Flug UA 93 und erfährt so vom mutmaßlichen Absturz „irgendwo bei Camp David“.                                                                                     |
| 10:17     | | FAA Herndon meldet dem Hauptquartier, man nehme nun den Absturz von UA 93 an. |